# Daimary Sánchez Moreno
Daimary Sánchez Moreno (Tecate, Baja California, México, 1983) es dramaturga y poeta. Es ganadora del Premio Nacional de Dramaturgia Wilberto Cantón 2011 con la obra Are you bringing something from Mexico? 

## Estudios
Daimary Sánchez Moreno realizó Licenciatura en Lengua y Literatura de Hispanoamérica en la Universidad Autónoma de Baja California, titulándose con la tesis: “El género como performance en 41 Clósets de 			                 Heriberto Yépez.” Dir. Dr. Hugo Salcedo Larios. Obtuvo el grado de Mtra. en Artes Escénicas por la Universidad Veracruzana con la tesis El teatro participativo y entrenamiento psicofísico 			                 del Taller de Investigación Teatral de la UNAM. Dir. Domingo Adame. Es también Mtra. en musicoterapia por la Escuela Europea Des Arts, diplomada en Habilidades y técnicas psicoterapéuticas por el Instituto de Gestalt Región Occidente.

## Obra

### Dramaturgia
- Por qué la gente recordará a mi padre (teatro autoetnográfico) 2020
- La mejor reportera más joven del mundo (2019)
- Astronomía de una mujer posible (2015)[4]
- Foto pa'l Face (2014) Mención de dramaturgia distinguida en el Festival Internacional de Teatro Universitario de la UNAM (2016)
- Papalotl (2012)
- Are you bringing something from Mexico? Premio de Dramaturgia Wilberto Cantón (2013)[5]
- Quiero dejar de ser mexicano (2010)

## Premios y reconocimientos
Premio Estatal de Dramaturgia de Baja California con la obra "Por qué la gente recordará a mi padre" (2020)
Becaria del Programa de Estímulo a la Creación y Desarrollo Artístico PECDA de Baja California 2017-2018.
Becaria de Jóvenes Creadores 2014-2015 del Fondo Nacional para la Cultura y las Artes en el área de dramaturgia.
Becaria del CONACYT (Consejo Nacional de Ciencia y Tecnología) 2012-2014. 
Premio Nacional de Dramaturgia Wilberto Cantón por la obra Are you bringing something from Mexico? (2011)
Becaria del Programa de Estímulo a la Creación y Desarrollo Artístico PECDA de Baja California 2010-2011.